# Státní ceny za literaturu a za překladatelské dílo
Státní cena za literaturu a Státní cena za překladatelské dílo jsou česká literární ocenění.
Státní ceny za literaturu a překladatelské dílo navazují na tradici stejnojmenného ocenění z doby první republiky založenou v roce 1920 a přerušenou rokem 1948. U obnovení ocenění stál v roce 1995 tehdejší ministr kultury Pavel Tigrid. Uděluje ji každoročně k 28. říjnu Ministerstvo kultury ČR za vynikající české literární dílo a za překlad do češtiny.
Od roku 2003 jsou spolu s těmito Státními cenami udělovány Ceny Ministerstva kultury za přínos v oblasti divadla, hudby, výtvarného umění a architektury. Počínaje rokem 2009 byla cena, udělovaná původně pro širokou oblast výtvarného umění a architektury, rozdělena na dvě samostatné ceny. Udělovány jsou tedy dvě Státní ceny a čtyři Ceny Ministerstva kultury.

## Laureáti

### Státní cena za literaturu
- 1995 – Ivan Diviš, Teorie spolehlivosti
- 1996 – Emil Juliš, Nevyhnutelnosti
- 1997 – Milan Jankovič, Kapitoly z poetiky Bohumila Hrabala
- 1998 – Vladimír Macura, Guvernantka a Český sen
- 1999 – Josef Škvorecký, za dosavadní rozsáhlou a významnou tvorbu
- 2000 – Karel Šiktanc, Šarlat
- 2001 – Věroslav Mertl, Hřbitov snů
- 2002 – Květa Legátová, Želary
- 2003 – Petr Kabeš, Těžítka, ta těžítka
- 2004 – Pavel Brycz, Patriarchátu dávno zašlá sláva
- 2005 – Edgar Dutka, Slečno, ras přichází
- 2006 – Vladimír Körner, soubor díla Spisy Vladimíra Körnera
- 2007 – Milan Kundera, první domácí vydání románu Nesnesitelná lehkost bytí s přihlédnutím k dosavadní prozaické a esejistické tvorbě
- 2008 – Ludvík Vaculík, za dosavadní literární a publicistickou tvorbu s přihlédnutím k bilanční próze Hodiny klavíru
- 2009 – Zdeněk Rotrekl
- 2010 – Antonín Bajaja, za román Na krásné modré Dřevnici
- 2011 – Daniela Hodrová, za román Vyvolávání a další literární činnost
- 2012 – Ivan Wernisch, za dosavadní dílo
- 2013 – Petr Hruška, za sbírku Darmata
- 2014 – Patrik Ouředník, za dosavadní dílo
- 2015 – Pavel Šrut
- 2016 – Petr Král, za soubor kritických statí a esejů Vlastizrady, ale i za celé dílo zahrnující i tvorbu v emigraci
- 2017 – Jáchym Topol, za román Citlivý člověk[1]
- 2018 – Jiří Hájíček odmítl cenu převzít[2]
- 2019 – Karol Sidon[3]
- 2020 – Michal Ajvaz, za dosavadní literární tvorbu[4]
- 2021 – Miloslav Topinka[5]
- 2022 – Kateřina Tučková, za román Bílá Voda s přihlédnutím k dosavadní literární tvorbě[6]
- 2023 – Jiří Kratochvil, za dílo Škrtiči bohyně Kálí s přihlédnutím k dosavadnímu dílu
- 2024 – Pavel Kolmačka, za román Canto ostinato: Listopad, prožitky blízké zimy[7]

### Státní cena za překladatelské dílo
- 1995 – Josef Hiršal, Johann Christian Günther: Krvavý rubín (vydání z roku 2003: ISBN 80-7341-004-4)
- 1996 – Ludvík Kundera, Georg Trakl: Šebestián ve snu
- 1997 – Luba a Rudolf Pellarovi, za celoživotní dílo (překlady románů Williama Faulknera, J. D. Salingera aj.)
- 1998 – Jindřich Pokorný, za rozsáhlé a významné dílo
- 1999 – Lumír Čivrný, za celoživotní významné překladatelské dílo
- 2000 – Anna Valentová, Péter Nádas: Kniha pamětí (ISBN 80-204-0803-7)
- 2001 – Jan Vladislav, za celoživotní práci v oblasti uměleckého překladu s přihlédnutím k překladům publikací Michelangela Buonarrotiho: Oheň, jímž hořím, Michela Butora: Podivuhodný příběh (ISBN 80-86055-24-8)
- 2002 – Jiří Pelán, Básníci soumraku
- 2003 – Dušan Karpatský, za dosavadní činnost v oblasti literárního překladu
- 2004 – Dušan Zbavitel, za dosavadní činnost v oblasti literárního překladu
- 2005 – Pavla Lidmilová
- 2006 – František Fröhlich
- 2007 – Antonín Přidal, za dosavadní činnost v oblasti překladů literárních děl
- 2008 – Jiří Stromšík, za dosavadní činnost v oblasti překladů literárních děl
- 2009 – Miroslav Jindra, za překlad knihy Leonarda Cohena Kniha toužení s přihlédnutím k celoživotnímu překladatelskému dílu
- 2010 – Oldřich Král, za celoživotní dílo
- 2011 – Martin Hilský, za překlady díla Williama Shakespeara
- 2012 – Vladimír Mikeš, za celoživotní dílo
- 2013 – Vratislav Slezák, za celoživotní dílo
- 2014 – Jiří Pechar, za celoživotní dílo
- 2015 – Hanuš Karlach, za dosavadní dílo
- 2016 – Pavel Dominik, za překlad knihy Vladimira Nabokova Ada aneb Žár i za předchozí práci
- 2017 – Eva Kondrysová (in memoriam)[8]
- 2018 – Helena Stachová, za celoživotní dílo[9]
- 2019 – Anna Kareninová
- 2020 – Blanka Stárková, za dosavadní překladatelské dílo v oblasti překladu literárních děl[4]
- 2021 – Alena Morávková[5]
- 2022 – Jiří Našinec, zejména za překlady Charlese Nodiera a Mircey Eliada a za všestranný přínos k popularizaci rumunské literatury[6]
- 2023 – Jarka Vrbová
- 2024 – Dagmar Hartlová, za celoživotní přínos ke zprostředkování švédské a norské literatury